# 鳩峯八幡神社 (所沢市)
鳩峯八幡神社（はとみねはちまんじんじゃ）は埼玉県所沢市久米にある神社である。旧社格は郷社。登記上の宗教法人名称は八幡神社（はちまんじんじゃ）。

## 祭神
誉田別命（ほんだわけのみこと）・比売神（ひめかみ）・気長足姫尊（きながたらしひめのみこと）を祀る。
後述するように当社は石清水八幡宮の分社であり、祭神もそのまま石清水八幡宮のそれをなぞっている。それによると、誉田別命は応神天皇、比売神は宗像三女神（多紀理毘売命・市寸島比売命・多岐都比売命）、気長足姫尊は応神天皇の母・神功皇后を指すことになる。

## 歴史
創建は延喜21年（921年）、山城国綴喜郡（現在の京都府八幡市）の男山に鎮座する石清水八幡宮より分祀を受け、これを狭山丘陵の一部である現在地に祀ったことによる。社号や鎮座地の「鳩峯」は、男山の正式名・鳩ヶ峰にちなむ。なお創建について『新編武蔵風土記稿』は元弘3年（1333年）としているが誤りである。
以後しばらくの間、貞永元年（1232年）に社殿を修復した以外に目立った動きはないが、伝説として鎌倉幕府を倒した新田義貞の話が残されている。
元弘3年（1333年）に地元の上野国で倒幕のため挙兵した義貞は、武蔵国で幕軍と衝突することになった。この際、八国山の将軍塚に陣を布いた義貞は、当社で社前の松に兜を掛け、境内に鎧を置いて戦勝祈願を行った。そしてのちに義貞が幕府を滅亡に追いやり、一躍英雄となったのを記念し、兜を掛けた松を「兜掛の松」と呼び、鎧を置いた場所には稲荷社を祀って「鎧稲荷」と称したというものである。この両者については現在も当社に残されている（後述）。
天正19年（1591年）には徳川家康より朱印地5石を寄進され、幕末まで続いた。以降、久米地域の総鎮守となる。明治維新後、明治5年（1872年）に一度村社に列せられたが、大正10年（1921年）に郷社へ昇格した。
本殿は建造年が不明であるが、慶長13年（1608年）の年号が入った棟札が残され、この年に修復を行った旨が記されていることから、建造はそれ以前、室町時代より前であることがほぼ確実視されている。建築様式は一間社流見世棚造と呼ばれる比較的質素な様式による。埼玉県内でも数少ない室町時代以前の神社建築であり、埼玉県指定有形文化財に指定されている。
なお本殿の神体は現在2体であるが、かつては3体存在しており、そのうち1体を久米六右衛門なる者が持ち出し、児玉郡八幡山（現在の本庄市児玉町八幡山）へ鎮座させたという伝説が残されている。

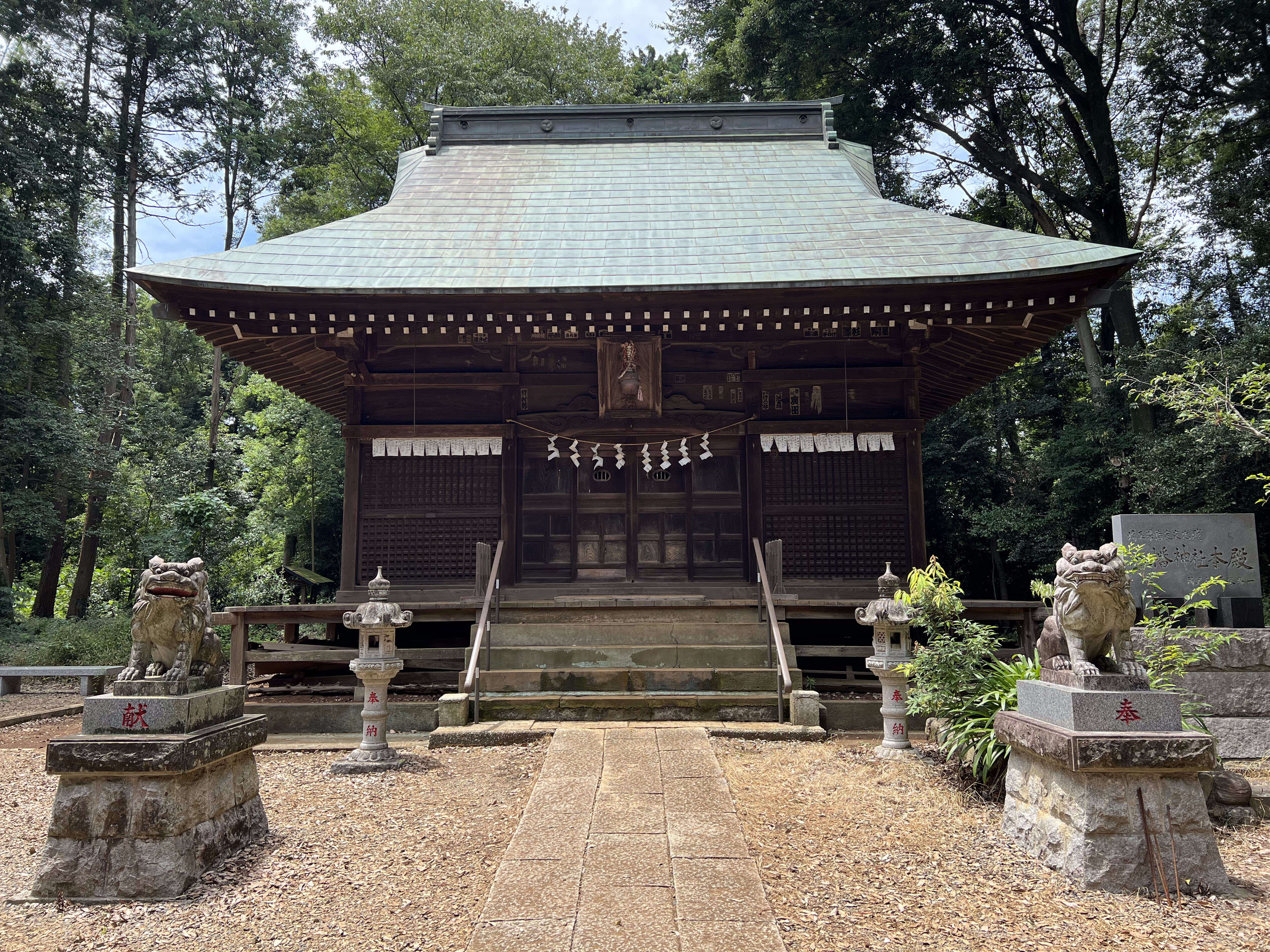
拝殿
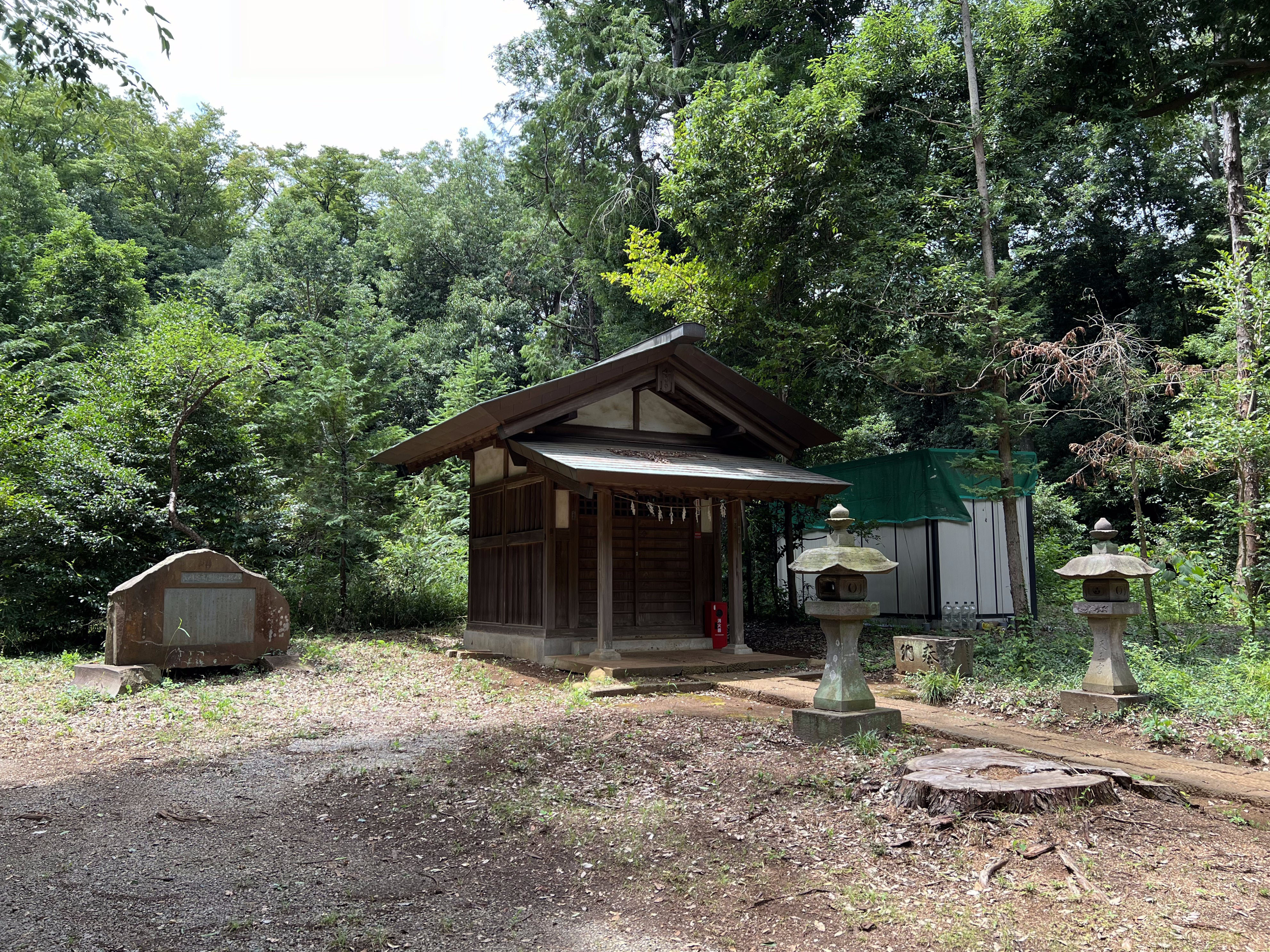
八坂神社
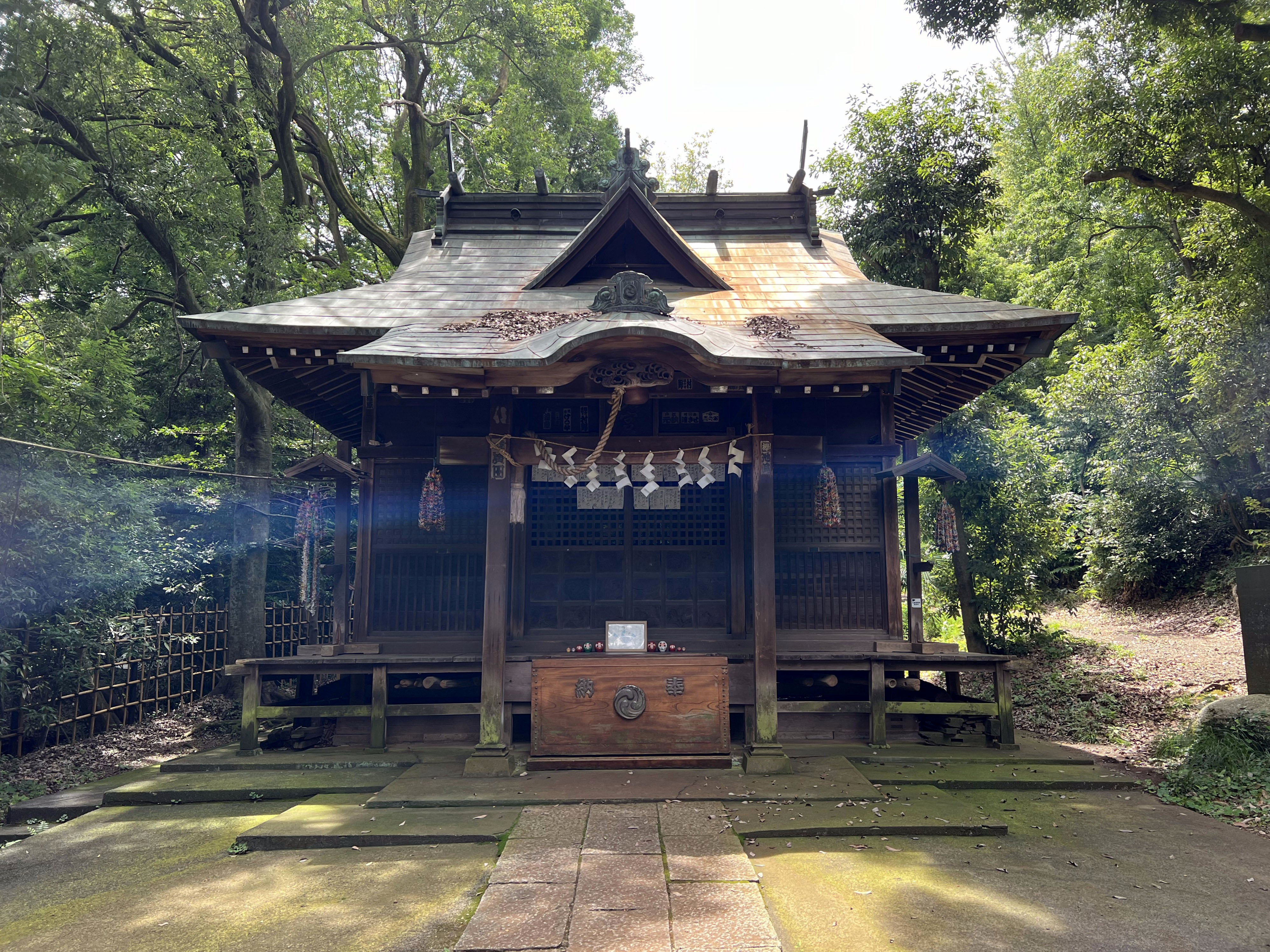
水天宮
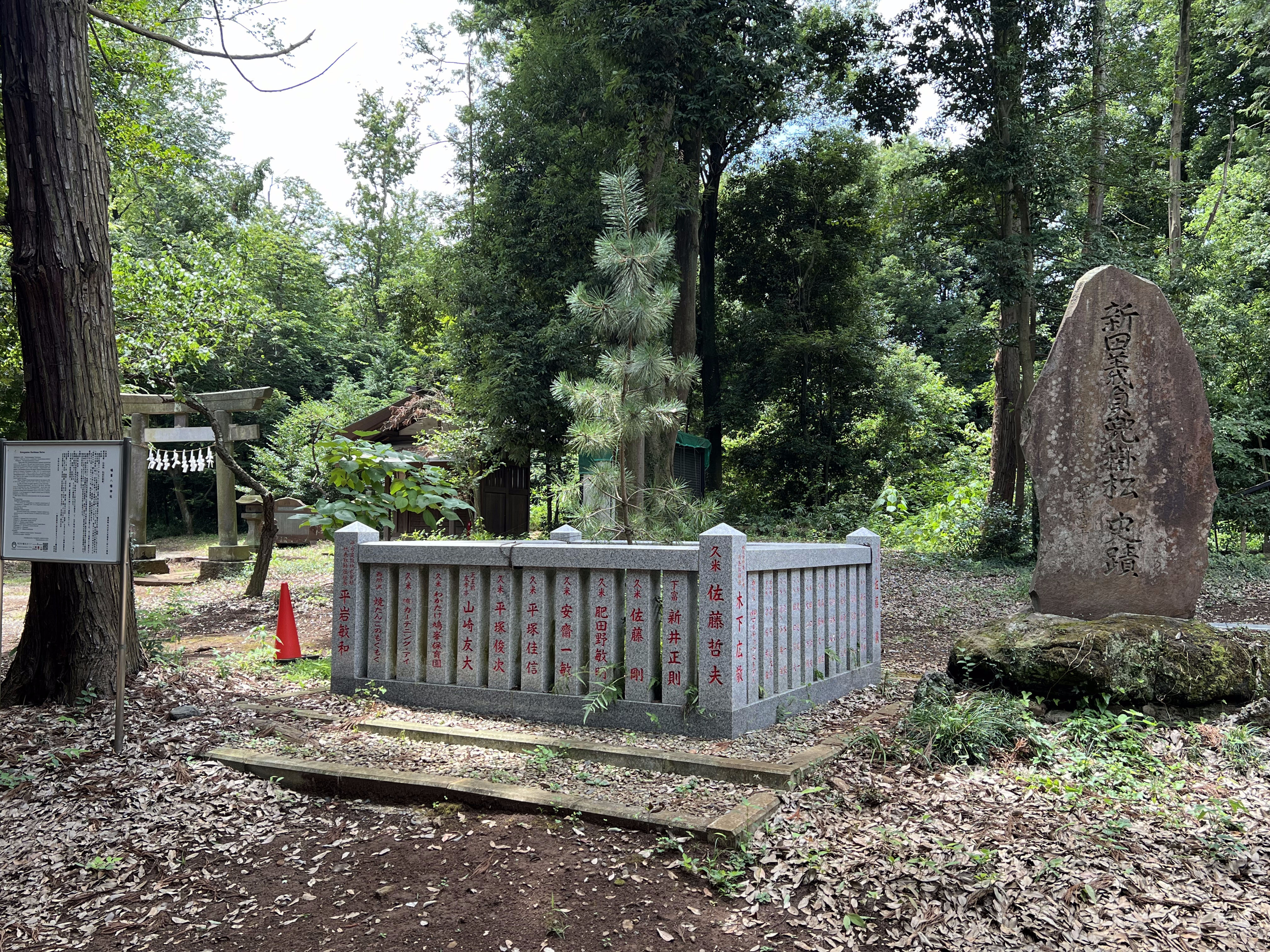
兜掛の松

## 摂末社
周囲は狭山丘陵の一部で鬱蒼とした雑木林（鳩峯公園）となっており、その中に八幡神社本社、そして周囲に摂社2社と末社数社が祀られている。

### 八坂神社
摂社の1つ。境内の南、神輿蔵が並ぶ場所の一番端に位置する。祭神は須佐之男命（すさのおのみこと）。
元は当社の境内になく、柳瀬川に架かる勢揃橋の北側にある寺院・長久寺（久米村花向山常行院長久寺、久米411番地、時宗）の近くに鎮座していたが、江戸時代以前に境内に遷座した。例大祭は7月15日、本社の夏祭という形で行われる。
社殿は天保14年（1843年）建造で、繊細な彫刻が施され、所沢市指定文化財に指定されている。

### 水天宮（久米水天宮）
摂社の1つ。境内の南側の一段下、石段を下がったところに位置する。祭神は安徳天皇（あんとくてんのう）。地名を冠して「久米水天宮」と呼ばれる。
例大祭は1月5日で、だるま市が開かれる。この際には市内から初詣客とともに人が押し寄せ、にぎわいを見せる。
また普段から安産の神様として周辺地区だけでなく所沢市中心部の人々の崇敬を集め、かつては市内の団子屋が縁起物として「子持ち団子」を売っていたこともあった。
なお当社は単独の参道を持ち、地形上も独立しているような配置になっているほか、麓を走る西武バスのバス停名でも「水天宮下」の名が採用されるなど、鳩峯八幡神社とは別の神社と勘違いされやすい状況下にあるが、あくまで立場は「鳩峯八幡神社の摂社」である。

### 鎧稲荷神社
末社の1つ。本殿の斜め左後ろに位置する。新田義貞が本社を参詣した際、鎧を置いたとされる場所に祀られている。
長く社殿の修復が行われずぼろぼろの状態であったが、近年になって遷宮、現在は雨除けの囲いに覆われて鎮座している。

### その他末社
- 武蔵御嶽神社
- 稲荷神社

これ以外にも神社合祀で境内に合祀されたと見られる末社がいくつもあるが、その多くは社号の表記がなく詳細不明である。

## 史跡
上述新田義貞の祈願伝説に関わるものである。

### 兜掛の松
拝殿に向かって横斜め前に位置し、玉垣で囲われている。「兜掛けの松」「兜掛松」とも表記される。
新田義貞が兜を掛けたとされる松であるが、当時の松は元和2年（1616年）に枯れており、現在のものはその切株の上に植え替えられて数世代を経たものである。このため樹齢は若く巨木ではない。
すぐ右側には顕彰碑が立ち、裏側に『太平記』に基づく義貞の倒幕までの次第と当社参詣の旨が書かれている。

## 社宝
- 慶長13年銘棟札（埼玉県指定有形文化財）
- 江戸幕府将軍朱印状12通

## 兼務社
- 日月神社